# Gulp.js
Gulp — таск-менеджер для автоматичного виконання завдань (наприклад, мініфікаціі, тестування, об'єднання файлів), написаний на мові програмування JavaScript. Програмне забезпечення використовує командний рядок для запуску завдань, визначених у файлі Gulpfile. Створено як відгалуження від проекту Grunt, щоб взяти з нього найкращі практики. Поширюється через менеджер пакетів Npm під MIT ліцензією.
На відміну від Grunt код завдань записують JavaScript кодом, а не у вигляді конфігураційного файлу.
Станом на 2017-й рік налічується більше 3100 плагінів для Gulp.
Взаємодії між частинами програми реалізують за допомогою оператора  .pipe() , виконуючи по одному завданню за раз, не зачіпаючи вихідні файли. Це дає можливість комбінації плагінів в будь-якій послідовності і кількості.
Так само в Gulp вдосконалена система збирання. Це означає, що крім запуску завдань, можна також копіювати файли з місця на місце, компілювати і розгортати проект в новому оточенні.

## Анатомія gulpfile
Файл містить підключення плагінів, функції завдань та завдання за замовчуванням наприкінці.

### Плагіни
Будь-який необхідний плагін підключається на початку файлу. Перед цим плагіни повинні бути інстальовані командою npm install. 
```
//Adding dependencies

var
 
gulp
 
=
 
require
 
(
 
'gulp'
);

var
 
gutil
 
=
 
require
 
(
 
'util-gulp'
);

```

### Завдання
Завдання створюють за допомогою
gulp.task, в якому першим аргументом є назва завдання, а другим аргументом анонімна функція.
```
//Defining tasks

gulp
.
task
 
(
 
'taskName'
,
 
function
 
()
 
{

//do something

});

```

Можна написати завдання яке виконує декілька функцій. Список функцій передаються 2 аргументом у вигляді масиву.
```
function
 
fn1
 
()
 
{

// do something

}

function
 
fn2
 
()
 
{

// Do something else

}

// Task with array of function names

gulp
.
task
 
(
 
'taskName'
,
 
[
'fn1'
,
'fn2'
]);

```